# Adad-nirari III
Adad-nirari III (även ibland benämnd Adad-narari IV) var kung i Assyrien 810–783 f.Kr. Han var son till Shamashi-Adad V och  Sammu-ramat. Modern sägs ha varit de facto regent 810–805.
Adad-niraris regeringstid var en expansiv period i Assyriens historia, i kontrast mot den nedgångsperiod som startade efter hans död. Han förde väldiga segrande härtåg till Medien och till Asiens yttersta gränser i väster. De syriska stammarna, vid sidan av Byblos och Arvad samt även Sidon och Tyrus blev tributpliktiga. Även Damaskus underkastade sig Adad-nirari, som på så sätt fick överväldet över hela Palestina ända till Edom.
För Kungariket Israel, som under Joachas regering kände trycket av Damaskus ok värre än någonsin, kom Adad-niraris ingripande som en frälsning. Det har tolkats att han var den kung i Nineve som Bibelns Jona berättar om. I andra Kungaboken (kap. 13:5) beskrivs denne kung som just en "frälsare". Joahas son Joash lyckades också med sin assyriske överherres goda minne återta en del av det område som avträtts till Damaskus.
Under hans regim byggdes Nabutemplet i Nineve.